# Уфологія
Уфологія (від англ. Ufology) — діяльність зі збору кількісних і якісних даних про спостереження неопізнаних літаючих об'єктів (НЛО). У вузькому розумінні — дослідження невідомих атмосферних явищ (НАЯ) і проявів діяльності невідомих науці істот (іншопланетян, плазмових істот, духів)[джерело?]. В останньому випадку уфологія виступає псевдонаукою.

## Історія уфології
Термін «уфологія» з'явився в англійській мові в 1959 році. Він походить від абревіатури «UFO» — Unidentified Flying Object (НЛО — неопізнаний літаючий об'єкт). Під НЛО розуміється явище, яке розглядається і ототожнюється з відомими природними або техногенними явищами, чи явище, яке неможливо ототожнити навіть при наявності кількісних і якісних даних. Також паралельно вживається англійська назва «UAP» — Unidentified Aerial Phenomena, в перекладі «НАЯ» — невідомі аерокосмічні явища, «ААЯ» — аномальні аерокосмічні явища.

## Уфологія із різних позицій

### Уфологія із позиції релігії
Православний аскет і богослов ієромонах Серафим (Роуз) з Каліфорнії, США (1934—1982), який присвятив вивченню даного питання книгу «Знамення на небі: православне пояснення непізнаних літаючих об'єктів» і «Релігія майбутнього», дослідив процес становлення релігії антихриста в сучасних східних культурах і християнських сектах. Ієромонах своєю «уфологічною» працею переконав на багато років християнський світ у тому, що йому слід побоюватися НАЯ, оскільки "Контакти з НАЯ — не що інше, як сучасна форма окультних феноменів, що існували довгі століття. Люди відступилися від Христа і чекають «рятівників» з космосу — саме тому феномен і дає образи міжпланетних кораблів і інопланетян." Ієромонах Серапіон (Митько) — завідувач Місіонерським відділом Ярославської єпархії, висловив думку, що «Явище інопланетян може стати одним з чудес антихриста».
На Думку Габріеля Фюнеса (головного астронома Римсько-католицької церкви, директора Ватиканської обсерваторії) «Римсько-католицька церква не виключає можливості наявності на інших планетах і в інших галактиках інопланетного життя». «Якщо десь є позаземні істоти, то їх слід трактувати як наших братів і творіння Бога», — підкреслюється в статті. Відповідаючи на питання про переслідування інквізицією Галілео Галілея (уперто наполягав на множинності світів), 45-річний єзуїт дипломатично пише, що були допущені помилки, проте прийшов час перегорнути сторінку і звернути погляд у майбутнє.

### Уфологія із позиції науки
Комісія з «Боротьби із лженаукою і фальсифікацією наукових досліджень» при президії РАН (Російська академія наук), що є противником уфології — однозначно визнає уфологію псевдонаукою: «Уфологія — це класичний приклад лженауки, де майже всі уфологи посилаються один на одного за круговою порукою».

В доводи своєї правоти прихильник уфології — Сергій Шпаковський коментує фразу із слів Д. А. Хайнека: «Я не знаю жодного вченого, який вивчав факти про НАЯ і залишився скептиком» — 
| | Це говорить про те, що вчені, які мали скептичне ставлення — ніколи не торкалися цієї теми, вони читають газети, вони дивляться по телевізору програми — і на основі цього вони формують ставлення! Але говорячи з наукової точки зору — такі вчені не мають ніякої «ваги» у висловленні слів, по тому що, наука ніколи не займалася вивченням цього феномена. І ці думки вчених — це чисто думки людини, яка вірить чи не вірить, це не наукова точка зору! Такі заяви від науки — це заперечення наукою самої себе! |
| — Шпаковський С. «Феномени і наука», Протокол засідання Міжнародного дослідницького центру EIBC 08.10.2010 | |

Також, досить цікавою є думка Р. Г. Варламова: «Мабуть, головна складність для сучасного початківця дослідника-ентузіаста, палаючого бажанням негайно приступити до дослідження слідів і феномена НАЯ — непрофесіоналізм. Цей непрофесіоналізм, на жаль, застаріле і стійко-застійне явище нашої дійсності, прояв якого і його сумні наслідки ми щодня бачимо і відчуваємо в своєму повсякденному житті. Непрофесіоналізм, помножений на нехтування нормами поведінки цивілізованого суспільства та „вільна теорія“ у вигляді уфології є причиною появи активних, але не завжди порядних спроб використання чужих результатів, що призвело до появи дослідників з багаторічним стажем вивчення НАЯ (іноді з ясельного віку), гучноголосих „месій“, теорії яких єдино правильні тощо».
«В даний час засоби масової інформації від замовчування та заперечення реальності НАЯ (що мало місце в недалекому минулому) вдарилися в іншу крайність і почали публікувати величезну кількість матеріалів, часто у непрофесійному, а ще частіше в неповному, зате сенсаційному викладі. Незважаючи на широкий діапазон цих двох крайнощів, їх ріднить одна загальна обставина: раніше важко було отримати достовірну інформацію через бідність її потоку, зараз важко отримати достовірну інформацію через її велику кількість і „забрудненість“, що дезорієнтує не тільки початківців-дослідників феномену НАЯ, але і тих, у кого вже накопичено певний практичний досвід.
Ентузіазм початківців, позірна легкість спостереження НАЯ і їхніх слідів — мабуть, головна причина „зашумлення“ реальних результатів і формування нових і екстравагантних гіпотез і пояснень, основа яких часто дуже сумнівна.»

Семінар із проблематики вивчення аномальних аерокосмічних явищ 25.06.2010 р. в Музеї «авіації і космонавтика» НТУУ КПІ, м. Київ 14:00

Думка про уфологію українського вченого А. С. Білика: «У порівнянні з бурхливими сплесками розвитку в середині або навіть 80 роках ХХ століття, уфологія переживає в цей час стан, який не можна охарактеризувати інакше, як „застій“. Інтерес до проблеми, який не тільки стимулював потоки інформаційних повідомлень від очевидців, а й залучав до її вивчення науковців різних областей пізнання, поступово згас. Переважна частина літератури, присвяченої уфологічній тематиці, може задовольнити інтерес обивателя, який бажає дізнатися про „небесні дива“, проте мало або зовсім не придатна для серйозного дослідника. Фактично, інформація, представлена в такого роду літературі, представляє набір фактів і повідомлень з різних джерел, які майже завжди або не вказуються, або не дають можливості перевірити істинність інформації, що надходить з них.
Сучасні „дослідники НАЯ“ або ті, що іменують себе такими, в своїй більшості схильні сприймати уфологію скоріше як специфічний підвид журналістики або як соціальну роботу, вкрай рідко допускаючи для вирішення проблеми потрібні класичні наукові підходи із застосуванням точних наук. Розгляд та аналіз причин, які призвели до такого стану речей, є предметом палких дебатів аж до теперішнього часу.» «Стало очевидним, що стійка тенденція до зростання питомої кількості спостережень аномальних явищ з кожним роком пов'язана не зі збільшенням власне аномальної активності, а з факторами, що лежать поза її площиною. Насамперед, це поширення і удосконалення засобів спостереження, соціальні та демографічні зміни в людському суспільстві, розширення можливостей та сфер впливу ЗМІ, розвиток комунікацій, науки і техніки тощо. Однак кожен з перелічених факторів має як позитивний, так і негативний вплив на кінцеву структуру і склад повідомлень, що потрапляють у руки дослідників. Так, приміром, хаотичний розвиток ЗМІ, окрім позитивного ефекту накопичення спостережень, призвів до неконтрольованих викидів у медіа-простір напівдійсної або, найчастіше, навмисне неправдивої інформації. Поширення і удосконалення засобів спостереження збагатило велику кількість повідомлень цінними додатковими свідченнями, однак разом з тим вивело на передній план проблему апаратурної точності та чутливості цих засобів. Окрім того, вказаний фактор став інструментом для підробок і містифікацій, виявлення яких іноді майже неможливе. Розвиток комунікацій також призвів до збільшення маси повідомлень, але поставив проблему їх достовірності і якісного складу.»
«З усієї величезної маси повідомлень, які надходять від очевидців та з інших джерел, навіть первинному критичному аналізу піддається доволі невелика, якщо не сказати мізерна частина. Навіть навпаки, досить часто спостерігається протилежна тенденція до викривлення або спотворення інформації, що міститься в повідомленнях, у бік сенсаційності та псевдо науковості, як через дію ЗМІ, так і через дію несумлінних дослідників або інших зацікавлених в цьому структур.».
«Важлива методологічна помилка Колорадського проекту була визначена Хайнеком: замість того, щоб з'ясувати, що це за феномен, які його властивості, чи заслуговує він, на підставі цього, наукового вивчення, — комісія поставила інше питання — чи є НЛО прибульцями з Космосу. Таким чином вони підмінили питання і замість того, щоб дослідити феномен як такий, зайнялися оцінкою однієї з гіпотез. Це дуже поширена помилка стосовно НЛО, з якою доводиться стикатися аж до теперішнього часу»
«Якщо НЛО — це, дійсно, фікція — чому не можна сказати про це
просто і переконливо. Навіщо вести нечесну полеміку? Істина не потребує захисту "будь-якими" засобами. Все це спонукало мене спробувати самостійно розібратися в проблемі. І я став вивчати матеріали і літературу щодо НЛО. Дуже скоро я переконався, що панівна точка зору про НЛО ґрунтується на елементарному незнанні фактів, на упередженні і небажанні не тільки вивчити, але хоча б просто серйозно поставитися до проблеми.»
«Серед наукової громадськості і в офіційних колах вважалося, що ніяких НЛО не існує. Всі випадки, так званих, спостережень НЛО пов'язані з рідкісними, незвичайними, але добре відомими явищами природи (такими як боліди, полярні сяйва та інші оптичні ефекти в атмосфері), а також з технічними експериментами в атмосфері і ближньому космічному просторі. Неосвічені спостерігачі через відсутність елементарних знань приймають їх за НЛО. Вважалося, що серед очевидців НЛО переважають домогосподарки та інші неосвічені люди, часто схильні до перебільшень, щоб не сказати більшого. Немає ні одного достовірного випадку інструментальних спостережень НЛО. Наявні фотографії є явними підробками. Не існує серйозної літератури з НЛО, все засновано на неперевірених чутках і плітках. Така була пануюча точка зору. Коли ж я вивчив відповідні матеріали і літературу з НЛО, то переконався, що ця точка зору не відповідає дійсності. Хоча більшість повідомлень про спостереження НЛО дійсно пов'язані з незвичайними явищами природи і технічними експериментами — існує величезний масив — тисячі повідомлень, які неможливо віднести до цієї категорії і які вимагають пояснення. Серед очевидців НЛО багато заслуговують поваги і довіри людей, що володіють професійними знаннями — це вчені, інженери, лікарі, вчителі, льотчики військової та цивільної авіації, моряки і інші компетентні люди. Поряд з візуальними спостереженнями, є випадки інструментальних реєстрацій НЛО за допомогою радарів, фото і кіноапаратури. Частина фотографій пройшла серйозну експертизу, яка виключає підробки, але зображені на них об'єкти або явища так і не були ототожнені експертами. Поряд з бульварними публікаціями, існує солідна література з НЛО: монографії та статті, написані серйозними вченими.»

## Теоретичні дослідження в уфології
Проводячи аналогії з науковими областями природознавства, уфологія задіює теоретичні та практичні дослідження. Теоретичні дослідження ставлять більшою мірою перед собою завдання забезпечення пояснювального аспекту аналізованої або новостворюваної парадигми, а практичні — забезпечують і використовують її нормативний аспект.
Теоретичні дослідження з уфології можна умовно розділити на кількісні і якісні. До першої групи належать ті дослідження, які мають за мету здобути наукові висновки та закономірності з маси спостережень неототожнених літальних об'єктів. У першу чергу, до цієї групи належать статистичні дослідження, дослідження зв'язку феномена з властивостями середовища спостереження та ін. Такі дослідження, як правило, оперують вибірками випадків НАЯ. Якісні дослідження як предмет вивчення ставлять окремі випадки спостереження НАЯ, їх прояви та параметри. Сюди ж можна віднести великі дослідження, пов'язані зі спробами теоретичного моделювання проявів НАЯ і ув'язки з існуючими моделями вивчених фізичних процесів.
Пошук аналогів та розробка гіпотез щодо НАЯ являють останній аспект якісних теоретичних досліджень в уфології, хоча справедливості заради слід відзначити, що вони багато в чому перетинаються як з кількісними, так і великої спільністю практичних досліджень.
Як було акцентовано вище, одним з основних видів теоретичних досліджень, що застосовуються в уфології, є статистична обробка повідомлень очевидців. Насправді, це на перший погляд видається логічним, оскільки встановлення закономірностей, яким підпорядковані масові випадкові явища (а такою є феномен НАЯ), ґрунтується саме на вивченні методами теорії ймовірностей статистичних даних — результатів спостережень. Власне, завдання математичної статистики полягає в створенні методів збору та обробки статистичних даних для отримання наукових і практичних висновків.
Стосовно до уфології можна сказати, що перед нами стоїть завдання статистичного дослідження вибірки повідомлень про спостереження деяких об'єктів з генеральної сукупності всіх потенційно існуючих неотождствленних літальних об'єктів. Однак для того, щоб таке дослідження було результативним, повинен виконуватися ряд умов:
- дослідження повинне бути проведене щодо деякої якісної або кількісної ознаки, яка характеризує всі об'єкти з вибірки
- об'єкти дослідження повинні бути однорідними
- вибірка має бути репрезентативною, тобто щоб за її даними можна було досить впевнено судити про ознаки генеральної сукупності:
  - кожен об'єкт повинен бути відібраний випадково з генеральної сукупності
  - всі об'єкти повинні мати однакову ймовірність потрапити до вибірки.

Слід сказати, що переважаюча кількість так званих «статистичних» досліджень в уфології досліджують лише вибіркову середню на обмежених вибірках, навіть не претендують на репрезентативність. Це пов'язано з тим, що в уфології ми завжди маємо справу з деякою вибіркою, кількісна оцінка якої відносно реальності залишається невизначеною. Ув'язка вибірки реєстрованих фактів з просторовими, тимчасовими, або іншими природними кордонами іноді поліпшує картину результатів досліджень, проте все ж таки не дає повної відповідності умовам, висунутим вище. Строго кажучи, забезпечення виконання даних умов неможливо досягти в принципі, виходячи із самого процесу формування первинних повідомлень про спостереження НАЯ. Ситуація ще більше ускладнюється тим фактом, що всі повідомлення з розглянутої при дослідженні вибірки мають пройти ретельний аналіз на предмет ототожнення, що забезпечується дослідниками вкрай рідко. В іншому випадку буде реалізовуватися знайома ситуація про «величезну кількість спостережень поблизу аеропортів, мегаполісів, промислових центрів» і т. д.
Щоб бути більш наочними, розглянемо простий приклад. Уявімо, що з деяких областей А1 і А2 за якийсь період t надійшло відповідно n1 і n2 повідомлень про спостереження НАЯ від деякої кількості жителів р1 і р2. Чи можна однозначно говорити про те, що якщо n1> n2, то область А1 більш уфологічно активна, якщо р1 і р2 — різні? Очевидно, що в жодному разі. Але навіть якщо ми введемо якусь функцію залежності числа спостережень від щільності та розподілу населення по території, то її дослідження все одно не дасть об'єктивного результату. Чому? Оскільки не враховує ні соціальну структуру населення в областях, ні рівень розвитку інфраструктури, ні природні умови спостереження (такі, наприклад, як рельєф, клімат) і багато інших факторів, що прямо чи опосередковано впливають на кількість спостережень. Що говорити, якщо в превалюючій більшості досліджень кількість спостережень відноситься взагалі до областей, різних за площею і конфігурації території, що суперечить самій концепції ймовірнісної гіпотези про попадання точки в область. Таким чином, для адекватного порівняння активності НАЯ над різними територіальними одиницями, потрібно привести багатокритеріальні дані, що їх характеризують, до спільного знаменника. Не треба забувати також і про те, що кількість повідомлень про спостереження НАЯ, що надійшли з даної області, не перебуває в прямій залежності ні з реальним числом спостережень, ні, природно, з реальною кількістю всіх умовно не ототожнених об'єктів, які могли пролітати над областю за вказаний період часу. Тим більше, як справедливо зазначають деякі автори, слід враховувати не тільки ймовірність того, що спостерігач послав повідомлення про спостереження НАЯ, і що його спостереження потрапило в даний аналіз, але не можна виключати й того, що повідомлення було помилковим, а можливо і завідомо неправдивим.
Зрештою, справжнє повідомлення про НАЯ залишається нерозгаданим і після компетентного розслідування.
Дослідження зв'язку феномена з властивостями середовища спостереження та інші дослідження кількісного прояву феномена НАЯ дозволяють простежити деякі раніше невивчені аспекти феномену; такі, наприклад, як зв'язок з геолого-геофізичним та техногенним середовищем, який можна простежити за допомогою геоінформаційних систем. Однак у силу своєї специфічності та відсутності єдиної методології дані дослідження не набули широкого поширення. Суб'єктивність просторового сприйняття очевидців, наявність ареальних повідомлень і відмінність понять «місце спостереження» і «реальне положення в просторі» НАЯ є найбільшими перешкодами у науковому затвердженні даного напрямку досліджень.
Якісні дослідження є одними з найбільш перспективних в уфології, так як оперують переважно певними категоріями та поняттями в апріорному поданні. Первинне повідомлення очевидця, як правило, не містить об'єктивної інформації, на основі якої можна було б судити про природу явища, що спостерігалося, або містить її в неявному вигляді, представленому через суб'єктивні категорії. Якісний аналіз має на увазі встановлення параметрів, необхідних для характеристики явища, і поетапне ототожнення набору цих параметрів з параметрами відомих і визнаних явищ. Говорячи математично, перед нами стоїть завдання багатокритеріальної класифікації при вирішенні слабко структуризованої проблеми з нечітко заданими розподіленими параметрами в умовах невизначеності.
Фактично, такого дослідження вимагає кожне окреме спостереження НАЯ, яке підлягає подальшому обліку в кількісних і інших дослідженнях. На жаль, в переважній більшості випадків, навіть найпростіший критичний аналіз спостережень, що надходять дослідникам, або повністю відсутній, або проводиться в поверхневій формі.
Загалом, теоретичне моделювання проявів НАЯ і ув'язка з існуючими моделями вивчених фізичних процесів являє собою досить великий пласт досліджень, тісно пов'язаний з проведенням дослідів та експериментів.
З точки зору системного підходу, будь-яку систему можна досліджувати декількома принципово різними методами, в залежності від свободи дій, яку ми маємо: вивчати сигнали на виході системи, і судити з них про природу системи і вхідних сигналів; посилати сигнали на вході, і судити про природу системи за вихідними сигналами; або розкласти систему на складові, і дослідити поведінку кожного з них. Більш того, вказаний набір методів обмежений самою системою вивчення, на що вказав ще в 1934 р. знаменитий математик К. Гедель у своїй теоремі про неповноту: «Жодна система не може бути пізнана до кінця зсередини — поза її зв'язків з іншими системами вищого порядку». Що ж стосується уфології, то вона на даному етапі свого розвитку має в своєму розпорядженні мінімальну свободу дій — адже майже все, чим ми оперуємо, це вал вихідних сигналів-проявів НАЯ, на основі яких ми намагаємося судити про фізику процесів, що їх викликали. У такому ракурсі застосування моделей вивчених фізичних процесів виявляється найприйнятнішим з практичного боку, тому що дозволяє повністю контролювати штучно створену систему і за вихідними сигналами судити про її наближеність до системи-прототипу. Природно, тут є свої труднощі, такі як ідеалізація моделей або наявність різних моделей з однаковими проявами.
Пошук аналогів в уфологічних дослідженнях полягає у виявленні спільності явищ, схожих за характеристиками і параметрами того явища, яке ми аналізуємо в цей час. Формально, постановка проблеми в даному випадку також, як і при ототожненні, зводиться до задачі класифікації, однак цілі переслідуються дещо інші — пошук інформації щодо прийнятих раніше рішень, а також концентрація якісно значущих, і що немало важливо, однорідних випадків. Пошук аналогів також сприяє підвищенню точності моделей проявів НАЯ, тому що дозволяє створити збірний образ — «мозаїку» певного типу явища.
Останній аспект якісних теоретичних досліджень в уфології становить розробку гіпотез щодо НАЯ. Безсумнівно, найбільш певними гіпотезами є ті, які пояснюють феномен НАЯ природним способом, тому що оперують досить точними категоріями в рамках загальноприйнятих парадигм. У той же час відносно об'єктів, які залишаються не ототожнені навіть після ретельного аналізу їх параметрів і проявів (крім не ототожнених через нестачу інформації), розробка гіпотез виникнення і функціонування є фактично самою важливою і доцільною стороною уфологічних досліджень. Відповідальність, c якої дослідник повинен підходити до питання розробки гіпотез, не тільки величезна, але і безпосередньо пов'язана з численними «тонкими» аспектами феномена, соціальними, культурологічними, моральними, юридичними тощо питаннями.

## Практичні дослідження в уфології
Практичні, чи емпіричні дослідження розглянемо в ракурсі наукових методів, які вони використовують

### Спостереження та вимірювання
Розрізненими дослідниками і організованими групами в усьому світі щороку збираються тисячі повідомлень про спостереження НАЯ, проте дуже мало хто з них спостерігаються безпосередньо дослідниками, і ще менша кількість несе в собі описову частину, достатню для надійного ототожнення. Очевидно, що для повного встановлення природи явища, що спостерігалося, спостереження має бути досить грамотним, підкріпленим іншими незалежними спостереженнями, а також результатами приладових вимірів. Природно, що цивільні спостерігачі, як правило, не тільки не володіють достатніми методологічними засадами спостережень аномальних аерокосмічних явищ, але і знаходяться під дією стресової ситуації зіткнення з невідомим феноменом, яка спотворює або обмежує сприйняття.
Організовані спостереження за небом, які проводяться дослідниками спільно (наприклад такі програми як) явно не вирішують проблеми отримання якісних даних, придатних для статистичної обробки (див. вище), хоча і є першою спробою поставити спостереження на наукову основу.
Підвищення техноозброєності потенційних очевидців з кожним роком безумовно підвищує кількість фото і відео спостережень, ставлячи в той же час перед дослідниками нові виклики в галузі обробки та аналізу таких свідчень.
Спостереження за допомогою технічних засобів активної і пасивної реєстрації (оптичних, радіолокаційних тощо) безумовно, можуть надати найбільш повну та достовірну інформацію про кожний випадок спостереження феномену, однак на даному етапі стану речей в уфології залишаються прерогативою військових і державних установ, за винятком поодиноких випадків.

### Опис результатів спостережень
Опис результатів спостережень також передбачає насамперед єдину методологічну базу для обробки первинних повідомлень та акумуляції даних для проведення подальших теоретичних досліджень.
Оскільки основну масу повідомлень складають вербальні, найважливішою є формалізація їхньої описової складової. Численні анкети та реєстраційні форми якимось чином впорядковують це питання, проте часто просто виокремлюють певну інформацію із загальної картини, створюючи додаткову або вимушену неповноту інформації. Це ставить під сумнів можливість застосування «універсальних» анкет, як і здатність очевидця без прикладів і докладних пояснень заповнити їх правильно, а головне — згідно з побаченим.
Цілеспрямоване індивідуальне спілкування з очевидцем дає набагато більшу інформацію, проте не завжди враховує факт впливу умов спостереження, свідомості очевидця та інших значущих чинників.
Фактично, єдиним шляхом встановлення міри впливу психофізіологічних факторів і меж істинності тих чи інших параметрів і характеристик НАЯ, заявлених у повідомленні очевидцем, є проведення багаторівневого психологічного тестування цього очевидця. При цьому ми повинні мати універсальну методику, яка застосовується до будь-яких соціально-вікових груп очевидців, і яка дозволяє переходити від результатів тестувань до чисельних значень розкиду показань свідків.
Резюмуючи, можна сказати, що виявлення індивідуальних психофізіологічних особливостей кожного очевидця є «непідйомним» завданням в умовах сучасного етапу розвитку уфології і знову таки відсутності погодженої методологічної бази. Не зайвим буде також згадати, що основна і переважаюча маса повідомлень надходить дослідникам дистанційно, тоді як майже всі з психологічних методик передбачають особистий контакт з респондентом.

### Експериментальні дослідження
Експериментальні дослідження можна розділити на польові та лабораторні, так як вони, як правило, мають суттєві відмінності в застосовуваній методології та постановці завдань. Тим не менш і лабораторні, і польові дослідження мають спільні цілі — це перевірка робочих гіпотез про природу НАЯ, приладове і інше дослідження їхніх первинних і залишкових проявів, моделювання (спроби відтворення) даних проявів в аналогічних умовах. Крім того, польові дослідження виявляють зв'язок між спостережуваними явищами та особливостями місцевості, в якій мали місце випадки появи НАЯ, а лабораторні дозволяють проводити широкий спектр аналізу такого важливого аспекту феномена НАЯ, як матеріальні прояви.
Окремий блок теоретичних і практичних досліджень повинен бути спрямований на власне забезпечення і розвиток, тобто розробку та вдосконалення методології, приладно-експериментальної бази тощо.

### Найближчі перспективи розвитку уфологічних досліджень
Перехід на якісно новий рівень досліджень в уфології може бути здійснено тільки після проведення масштабних розробок власне самої методології досліджень, яка повинна бути якомога більше наближена до наукової. Для цього пропонується комплекс послідовних напрямків розвитку уфології:
- формалізація знань щодо існуючих явищ
- формалізація й систематизація знань про предмет дослідження
- формалізація обліку факторів, що впливають на достовірність показань свідків
- розробка єдиної методології проведення досліджень
- розробка граничних вимог до умов проведення експериментів
- розробка єдиних вимог до експериментальної і приладової бази

Багато в чому вирішення поставлених вище завдань може бути запозичене (з урахуванням уфологічної специфіки, безумовно) з різних областей існуючої наукової методології, що піде тільки на користь.
Кінцевим результатом, об'єднуючи проведені розробки, повинен стати випуск зводу нормативних положень, що подібно до існуючих систем ДСТУ, ДБН, ТУ та ін. повинен врегулювати всі питання, що стосуються відбору вихідних даних, порядку проведення досліджень, аж до розрахункових формул і представлення результатів. Такі нормативні документи, що мають директивний характер, не тільки полегшать роботу регіональним підрозділам дослідників, які не мають можливостей розробки власних теоретичних положень, але і змусять їх рухатися в одному руслі, надаючи можливість для адекватного зіставлення результатів досліджень, проведених у різний час і в різному місці.
Крім того, створення єдиної методології приводить нас до ще одного, не менш важливого аспекту — автоматизації уфологічних досліджень. Значна частина роботи в цьому напрямку була пророблена вже в останні роки. Більш того, даний аспект є життєво необхідним з тієї точки зору, що якісний аналіз повідомлень очевидців є прогресуючо трудомістким.
Досвід прогресивних країн довів, що для автоматизації обробки масивів якісних параметрів найбільш прийнятними є експертні системи. Зокрема, у 2004 р. була розроблена і введена в роботу спеціалізована експертна система, що дозволяє за заданими параметрами об'єкта, отриманими на основі розрахунків з первинного повідомлення очевидця, проводити ототожнення об'єкта в автоматичному режимі на основі нечітких множин. Застосування експертної системи дозволяє скоротити трудомісткість обробки повідомлення більш ніж на 30 % а запропонований перехід до твердих результатами застосовності гіпотез вносить ясність і тверезість в судження про природу явища, що спостерігалося. У 2005 році система була доповнена алгоритмом обліку невизначеності вихідної інформації, пов'язаної з відсутністю даних. Враховуючи унікальні властивості експертних систем: здатність до накопичення високоякісних знань; можливість використання цих знань непрограмовні користувачами і здатність системи до пояснення своїх висновків видається перспективним створення інтегрованих систем, що автоматизують всі області уфологічних досліджень.

## Обробка уфологічних повідомлень
Як правило, обробка уфологічних повідомлень зводиться до їх акумулювання та систематизації в архівах дослідників, а нечисленні (порівняно із загальною кількістю повідомлень) дослідження мають в основному статистично-прогнозувальний чи порівняльно-аналітичний характер. Слід визнати, що подібні підходи, що були цілком прийнятними в добу ствердження уфології у своєму існуванні та як предмету досліджень, є не достатньо ефективними в сучасних умовах.
За класичною схемою обробки повідомлень, ототожнення описаного у повідомленні явища (об'єкта) проходить «вручну» за один або декілька етапів: одразу після реєстрації, під час обробки даних, та під час складання робочого каталогу спостережень для подальшого поглибленого опрацювання.
При цьому на кожному з етапів проводиться відбір повідомлень, що в найбільшому ступені не можуть бути ототожнені з жодним з відомих досліднику явищ. Оскільки така процедура передбачає поступове зіставлення кожної гіпотези-явища з тим, що розглядається, і винесення проміжних висновків, вона потребує значних часових та трудових затрат.
Кількість явищ антропогенного походження та можливі варіації їхніх характеристик невпинно зростають: з'являються нові літальні засоби, змінюються норми їх експлуатації, створюються та реорганізуються об'єкти людської діяльності, ефекти і наслідки яких (особливо вторинні) не дають об'єктивної інформації щодо їхнього походження і можуть сприйматися очевидцями, як вкрай незвичні та аномальні (запуски ШСЗ, техногенне світіння атмосфери та ін.). Але водночас серед первинних повідомлень не зменшується і частка явищ природного походження (спостереження метеорів, зірок, планет, птахів тощо).
Як було обгрунтовано вище, обробка та аналіз такої зростаючої кількості повідомлень є прогресуючо-трудомісткою, і може бути виконана або за рахунок збільшення чисельності дослідників (що не є доцільним, зважаючи на сучасний стан уфології і відсутність єдиної методології), або шляхом вироблення принципово нових методик ототожнення аномальних явищ, які б дозволили зменшити трудомісткість і час обробки спостережень.
Зазвичай при анкетуванні очевидців беруться дані про загальні параметри об'єктів: кутові швидкість та розмір, яскравість, колір, наявність та кількість джерел світла тощо. Також, ці параметри можуть бути отримані і за допомогою засобів, які практично не залежать від людського фактору, що значно підвищує їх достовірність. Згодом, при реєстрації спостереження, параметри заносяться до первинного каталогу згідно з обраним класифікатором.
Таким чином, кожен не ототожнений об'єкт можна розглянути, як систему, що може бути описана впорядкованою множиною параметрів та характеристик, тобто множиною якісних даних.
З іншої сторони, кожне явище-гіпотеза також може бути описана відповідною множиною якісних даних, отриманих на основі відомих параметрів, льотно-технічних характеристик, прямих вимірювань, та інших достовірних даних.
У зв'язку з цим, задача ототожнення кожного конкретного об'єкта фактично зводиться до задачі порівняння множини його характеристик і параметрів із сукупністю відповідних множин всіх гіпотез-явищ, що приймаються у розгляд.
Для вирішення цієї задачі було застосовано системний теоретико-множинний підхід і розроблено загальну методику, що дозволяє обирати зі сукупності гіпотез ті, що найбільше відповідають даному явищу. При цьому для кожної гіпотези обчислюється її застосовність — чисельний коефіцієнт, що математично виражає відношення суми усіх проявів, що збігаються за групами класифікаційного розподілу у даному не ототожненому явищі, та прийнятої у розгляд гіпотези, до більшого з чисел сумарних компонентів в гіпотезі, або у самому явищі, і знаходиться у межах від 0 до 1.
Основними перевагами запропонованої методики повідомлень є:
- Урахування при ототожненні нескінченно великої кількості гіпотез;
- Висока чутливість до вхідних даних;
- Стабільність математичного апарату;
- Можливість урахування складних та багатофакторних спостережень;
- М'якість в обчисленнях застосовності, що залишає кінцеве прийняття рішення за дослідником.

На даному етапі досліджень на базі представленої методики розроблена експертна система, що дозволяє ототожнювати об'єкти за 7 параметрами: діаметральним лінійним та кутовим розміром, лінійною та кутовою швидкістю, висотою над поверхнею землі, радіусом та кутовою швидкістю розвороту.
Порівняльний аналіз виконується за масивом близько 40 гіпотез — найбільш відомих і поширених явищ як штучного (антропогенного) так і природного походження, із урахуванням динамічності зміни їх характеристик.
Результати наочно подаються у вигляді гістограм застосовності, де максимальне значення відповідає найбільш прийнятній гіпотезі.
Таким чином, при застосуванні запропонованої методики, схема обробки уфологічних повідомлень зводиться до уведення складеного за класифікатором масиву проявів явища до експертної системи і, базуючись на автоматично обрахованих даних, розподілених за результатом, обрання спостережень для формування робочого каталогу.
Важливо відмітити, що кінцевою метою практичної реалізації методики є не заміна роботи дослідника як такої, а лише спрощення її окремих, механічних аспектів.
Удосконалення математичного апарату, збільшення числа параметрів порівняння та розгалуження масиву гіпотез, що враховуються при ототожненні уявляється перспективою подальших досліджень.

## Уфологи

### Аллен Хайнек
Джозеф Аллен Хайнек (англ. Josef Allen Hynek) (1910—1986) — американський уфолог, професор астрономії університету Огайо, консультант ВВС США з непізнаних літаючих об'єктів.

Джозеф Аллен Хайнек

Вивченням повідомлень про НАЯ став займатися за пропозицією ВПС США в лютому 1948 р., спочатку існування «літаючих тарілок» не визнавав: «Треба підкреслити, що ми з колегами цілком щиро вважали захоплення» літаючими тарілочками "результатом післявоєнного масового психозу і душевно співчували нашим бідним співгромадянам, обдуреним такий несусвітньою нісенітницею. Тому я прийняв запрошення ВПС на роль «астрономічного цензора» повідомлень про спостереження НАЯ як хороший шанс викрити, розгромити, розвіяти цей антинауковий міраж. Однак продемонструвати силу і міць нашої наукової методології на матеріалі листів і розповідей очевидців мені не вдалося… ".
Хайнек займався безпосередньо пошуком і опитуванням очевидців, подорожував у місця спостереження НАЯ (наприклад, у Папуа-Нову Гвінею або в СРСР, щоб зустрітися з Ф. Зігелем). Із закриттям проекту ВВС «Синя книга» тимчасово припинив уфологічну діяльність, поки в 1974 р. не організував уфологічну організацію CUFOS, після смерті Хайнека перейменовану в Центр уфологічних досліджень імені Джозефа Аллена Хайнека.
Хайнек був переконаний, що феномену НАЯ таки дадуть пояснення і «коли буде вирішена загадка НАЯ, це стане не просто черговим кроком у поступальному русі науки, але величезним, несподіваним якісним стрибком».

### Дональд Кіхо

Дональд Едвард Кіхо

Дональд Едвард Кіхо (англ. Donald Keyhoe) (1897—1988) — американський уфолог, відставний майор ВМС, журналіст, письменник.
У січні 1950 р. в журналі «True» з'явилася стаття Кіхо «The flying saucers are real», де стверджувалося, що:
- Земля давно знаходиться під спостереженням розумних істот з іншої планети;
- в останні два роки їхня присутність у навколоземному просторі помітно зросла;
- для спостережень за нами прибульці використовують літальні апарати трьох типів: малих розмірів безпілотні диски з телевізійними або імпульсними передавачами, а також великі дископодібні, дирижаблеподібні і безкрилі об'єкти;
- методи спостереження, ними прийняті, за суттю, мало чим відрізняються від перспективних американських розробок для вивчення космосу, програм, які ми освоїмо років через п'ятдесят. А тому є підстави вважати, що інопланетна цивілізація випередила нас у своєму розвитку, принаймні, на два століття, якщо не більше;
- представники влади про все знають, але бояться сказати людям правду, побоюючись паніки[28].

У жовтні 1950 р. вийшла і книга Кіхо «The flying saucers are real!». У 1958 р. Кіхо виступав на телебаченні і, коли він виголосив: «А тепер я збираюся сказати щось таке, про що раніше не повідомлялося», ефір був перерваний. Згодом влада виправдала цей акт інтересами національної безпеки. До 1969 Кіхо виконував обов'язки директора Національного дослідницького комітету з повітряних явищ.

### Фелікс Зігель
Фелікс Юрійович Зігель (20 березня 1920 — 20 листопада 1988) — радянський математик і астроном, доцент МАІ, який здобув популярність як популяризатор космонавтики і вважається засновником радянської уфології. Зігель, автор 43 наукових і науково-популярних книг і понад 300 статей про астрономію і космонавтиці, першим у СРСР почав серйозне вивчення непізнаних літаючих об'єктів, прославився публічними лекціями на теми позаземного життя в Московському планетарії, а також виступом на центральному телебаченні в листопаді 1967 року, які поклали початок масовому збору інформації про НАЯ в СРСР, і збіркою «Населений космос», що вийшов під егідою АН СРСР.

### Рем Варламов

Рем Варламов

Рем Генадійович Варламов (1924—2001) — доктор технічних наук, професор. Вивченням НАЯ займався з 1974 р. Вперше на практиці дослідив часові ефекти на місцях посадки НАЯ, розробив цілу серію приладів для уфологів. В дослідженнях мав підтримку як академіків, так і воєнних. Із 1983 р. автор більше ніж 10 наукових статей і брошур з вивчення слідів посадки НАЯ. Брав участь у роботі комісії з вивчення спостережень НАЯ в авіації з допомогою радіолокаційних методів.

### Георгій Писаренко

Георгій Писаренко

Георгій Степанович Писаренко (30 жовтня (12 листопада) 1910, хутір Скрильник, Кобеляцький повіт, Полтавська губернія — 9 січня 2001, Київ) — український вчений, академік НАН України (1964), Лауреат Державних премій України та Державної премії СРСР, Заслужений діяч науки України, доктор технічних наук (1948), професор (1950). Керівник секції «Вивчення аномальних явищ у навколишньому середовищі» що діяла при НТО РЕС ім. А. С. Попова (яка розпочала свою роботу в грудні 1980 р, 14.10.1990 р. увійшла до Всесоюзної уфологічної асоціації, а в 1999 р. остаточно припинила своє існування).